# Bulhary
Bulhary es una localidad del distrito de Břeclav en la región de Moravia Meridional, República Checa, con una población estimada a principio del año 2018 de 767 habitantes. 
Se encuentra ubicada al sur de la región, a poca distancia al sur de Brno, y cerca de la orilla del río Dyje —un afluente del río Morava que, a su vez, lo es del Danubio— y de la frontera con Austria y Eslovaquia.